# Anthony Gonzalez
Anthony E. Gonzalez (* 18. září 1984 Cleveland, Ohio) je politik a bývalý hráč amerického fotbalu, který nastupoval na pozici Wide receivera. Byl draftován týmem Indianapolis Colts v roce 2007 v prvním kole Draftu NFL, předtím hrál univerzitní fotbal za Ohijskou státní univerzitu v Columbusu. V roce 2018 byl zvolen jako kandidát Republikánů do Sněmovny reprezentantů za Ohio, ve volbách v roce 2022 již nekandidoval.

## Mládí
Gonzalez zprvu navštěvoval základní školu St. Joseph grade school ve městě Avon Lake ve státě Ohio, poté přešel na vysokou školu Saint Ignatius High School v Clevelandu. Věnoval se atletice, ve které se čtyři roky po sobě kvalifikoval do státního finále, basketbalu a především americkému fotbalu, ve kterém hrál na pozicích v obraně i útoku. V posledním roce školy byl zvolen do prvního týmu celostátního výběru a také podle agentury AP a deníku The Plain Dealer defenzivním hráčem sezóny. Připsal si 71 zachycených přihrávek pro 1,873 yardů, 21 touchdownů a jeho průměr 26,4 yardu na jedno zachycení se stalo rekordem školy.

## Univerzitní fotbal
Gonzalez chodil tři roky na Ohijské státní univerzitě, kde hrál s budoucími hvězdami NFL Santonio Holmesem, Tedem Ginnem mladším, Royem Hallem nebo držitelem Heismanovy trofeje quarterackem Troyem Smithem. Ve druhém roce byl zvolen trenéry do týmu All-Big Ten.

## Profesionální kariéra

### Draft NFL
Anthony Gonzalez byl draftován v prvním kole Draftu NFL 2007 na 32. místě týmem Indianapolis Colts, aby se stal slot receiverem. Také byl jedním ze tří Wide receiverů Ohijské státní univerzity, kteří byli ten rok draftování.

### Indianapolis Colts
V první sezóně nastoupil Gonzalez do třinácti utkání, devíti jako startující hráč, ve kterých zachytil 37 přihrávek pro 576 yardů a 3 touchdowny. V roce 2008 pokračoval ve zlepšení, když v šestnácti zápasech nasbíral 57 přihrávek pro 664 yardů a 4 touchdowny. Po ukončení kariéry Marvina Harrisona se stal startující Wide receiverem na pravé straně, ale v otevíracím utkání sezóny 2009 proti Jacksonville Jaguars si poranil pravé koleno. Odhady hovořily o osmitýdenní pauze, ale Gonzalez se nedokázal vyléčit do konce základní části a 24. prosince byl dopsán do náhradního týmu jako zraněný.
Na začátku sezóny 2010 ztratil pozici startujícího hráče kvůli zranění z předchozí sezóny a odehrál tak pouze dvě utkání, ve kterých zachytil 5 přihrávek pro 67 yardů. Znovu se zranil v osmém týdnu proti Houstonu Texans a sezóna pro něj skončila.

### New England Patriots
17. března 2012 podepsal Gonzalez smlouvu s týmem New England Patriots, ale již 29. března byla ukončena.